# Inkunabel

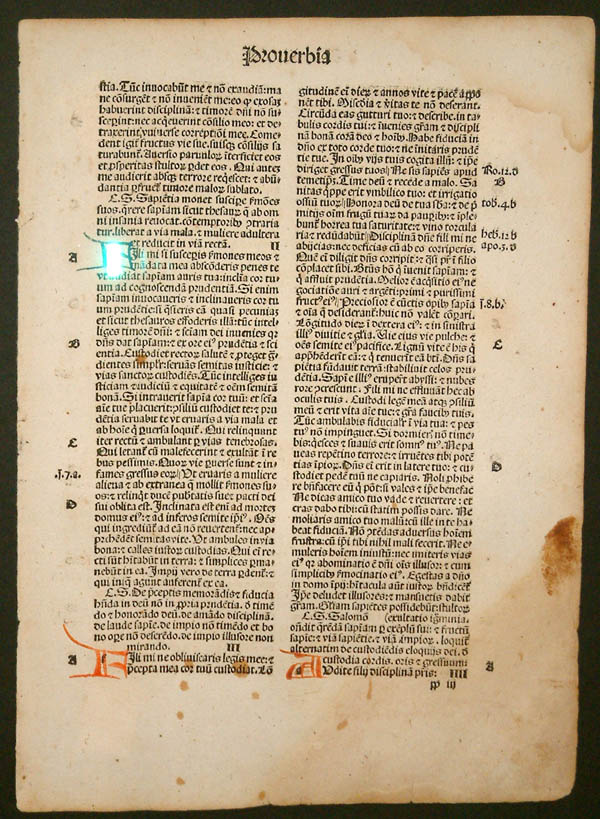
Sida från en inkunabel; en bibel tryckt 1497. Anfangerna är ditmålade efter tryckningen.

Inkunabel kommer av latinets incunabula ’ursprung’, ’lindor’, ’vagga’, och syftar på en tryckt bok som härstammar från boktryckarkonstens begynnelseskede, med Johann Gutenbergs bibel 1455, fram till och med år 1500. Många inkunabler är mycket vackra och de äldsta (från 1450- och 1460-talen) kan vara förvillande lika medeltida handskrifter. 
Den första bok som trycktes på svenska, Aff dyäffwlsens frästilse (1495), är en av 16 i Sverige tryckta inkunabler. Totalt trycktes omkring 40 000 titlar under denna period.